# Proteuxoa instipata
Proteuxoa instipata är en fjärilsart som beskrevs av Walker 1856. Proteuxoa instipata ingår i släktet Proteuxoa och familjen nattflyn. Inga underarter finns listade i Catalogue of Life.